# جون فرانك ديفيدسون
جون فرانك ديفيدسون (بالإنجليزية: John Frank Davidson)‏ (ولد في 7 فبراير 1926) هو مهندس كيميائي بريطاني وبروفيسور في جامعة كامبريدج، يعتبر المؤسس للتمييع في الهندسة الكيميائية.